# أليكسي أرخانجيلسكي
أليكسي أرخانجيلسكي (بالروسية: Архангельский, Алексей Леонидович)‏ هو لاعب كرة قدم روسي في مركز حراسة المرمى، ولد في 9 سبتمبر 1986. لعب مع FC Sever Murmansk ‏.

## وصلات خارجية
- أليكسي أرخانجيلسكي على موقع قاعدة بيانات كرة القدم.إي يو (الإنجليزية)
- أليكسي أرخانجيلسكي على موقع Soccerway.com (الإنجليزية)